# Région métropolitaine de Manaus

Étendue de la région métropolitaine de Manaus.

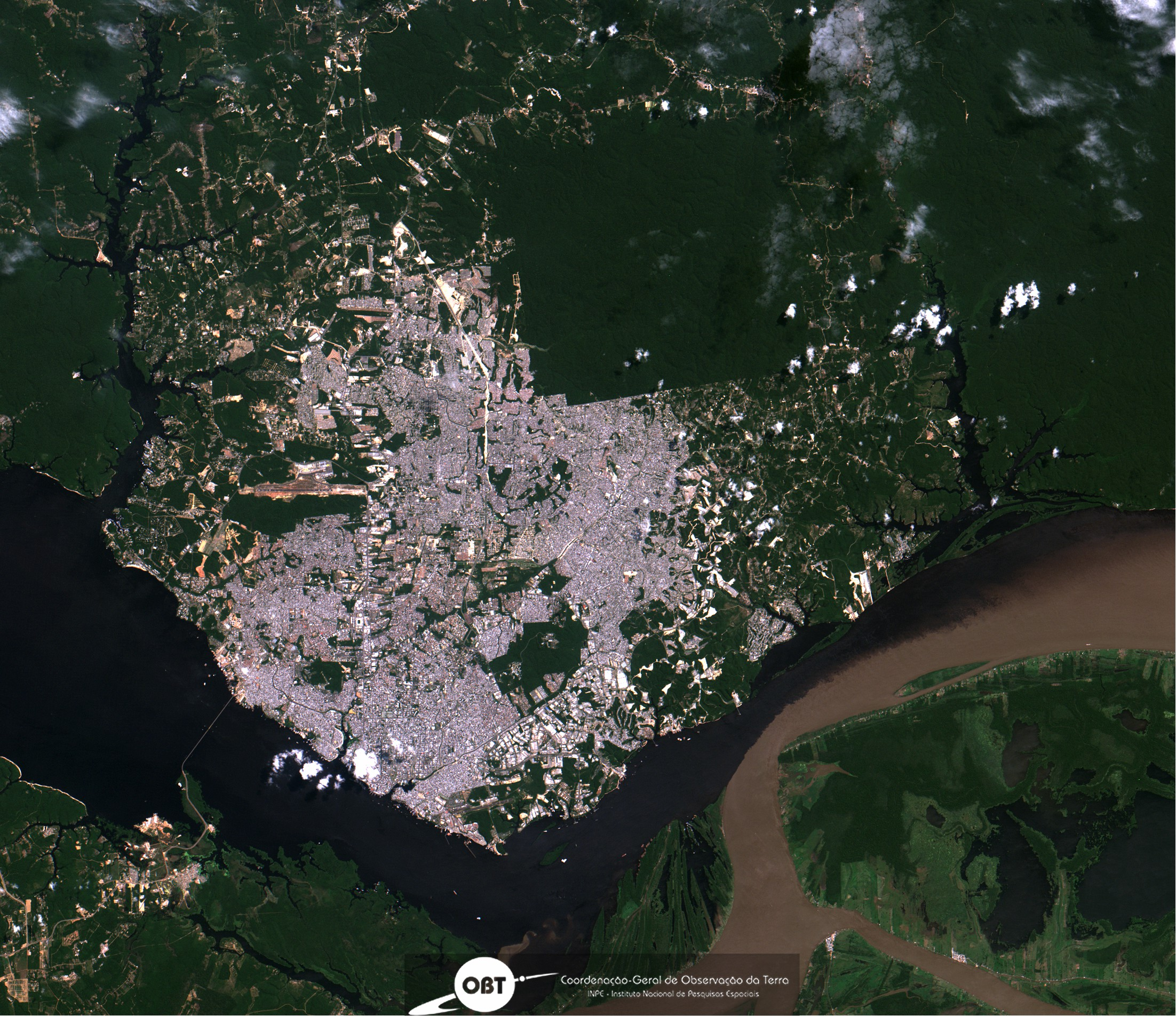
Vue satellite de l'agglomération de Manaus.

La région métropolitaine de Manaus, en portugais Grand Manaus, réunit treize municipalités de l'état d'Amazonas en procédure de conurbation. Elle englobe plus de 2,6 millions d'habitants, l'une des plus grandes métropoles du Brésil.

## Liste des municipalités
| Région métropolitaine | Région métropolitaine | Région métropolitaine |
| Ville                 | Population (hab.)     | Superficie (km²)      |
| --------------------- | --------------------- | --------------------- |
| Manaus                | 2 130 264             | 11 401                |
| Itacoatiara           | 99 854                | 8 892                 |
| Manacapuru            | 96 460                | 7 330                 |
| Iranduba              | 47 407                | 2 214                 |
| Autazes               | 38 454                | 6 090                 |
| Careiro               | 37 399                | 7 623                 |
| Presidente Figueiredo | 34 574                | 25 421                |
| Rio Preto da Eva      | 32 001                | 5 813                 |
| Manaquiri             | 30 222                | 3 975                 |
| Careiro da Várzea     | 29 190                | 2 631                 |
| Novo Airão            | 18 586                | 37 796                |
| Silves                | 9 211                 | 3 748                 |
| Itapiranga            | 9 125                 | 4 231                 |
| Total                 | 2 612 747             | 127 168               |